# 新加坡王国
新加坡王国，也译作僧伽补罗王国，是一个马来小王国，其疆界主要坐落在当今的岛国新加坡共和国。传统的历史观显示，逃亡的三佛齐巨港王子桑·尼拉·乌他玛（Sang Nila Utama）于约公元1299年建立新加坡王国。14世纪，新加坡经济在蒙古治世时期蓬勃发展，从一个小商埠转化为和元帝国有密切关系国际贸易中心。然而，新加坡的繁荣和功绩惊动了邻近的两大势力——北方的大城王国和南方的满者伯夷王国。壁垒森严的新加坡因此历经至少两大外敌侵袭，最后终于在1398年被满者伯夷王国消灭。新加坡王国的最后一位拉惹（国王）伊士干达沙逃至马来半岛的西海岸，于1400年建立马六甲苏丹国。

## 国名
山尼拉乌他玛到来之前，新加坡称作淡马锡（Temasek）。传说苏门答腊的王子山尼拉乌他玛因为娶了廖内女王的女儿，于是就在廖内住下。有一天，山尼拉乌他玛与他的妻子和随从出外猎食，当他们正在追赶一只小鹿时，无意间看到远方有一片银白色的沙滩，他的随从告诉他，那个地方叫做淡马锡。他于是和随从乘船前往淡马锡，然后往邻近的树林里打猎。突然间，他们看到一只头黑胸白、身体红色、比公羊稍大、行动敏捷、极为壮健的怪兽，不过这只怪兽随即立马逃入森林不见了。山尼拉乌他玛问随从怪兽是什么动物，有一位较为年长的随从告诉他说，那只怪兽是只狮子。然而，近年来的研究显示狮子甚至是亚洲狮从未分布在新加坡，山尼拉乌他玛眼见的大概是老虎，而且极有可能就是马来亚虎。也有意见认为既然古时候的东南亚地区频频出现老虎，那么山尼拉乌他玛和他的随从一看到老虎一定是一眼就能分辨得出。也有人推测他们看到的动物的确不是狮子，而是传说中长得像狮子的野兽，那只野兽据说是淡马锡的守护者。
山尼拉乌他玛感到很高兴，他认为淡马锡是一个吉祥的地方，于是决定留在淡马锡，不回廖内了。他决定在淡马锡建立一个新的王国，王国就叫做“Singapura”（音译“新加坡拉”，亦是当今新加坡的马来语名称），意思是“狮子城”。马来语中的“Singa”意指狮子，是由梵语“सिंह”（Singha）演化而來。“Pura”（पुर）在梵语的意思则是城市。

## 历史
朱罗王国于11世纪发动的一系列突袭已经使得一度辉煌的马来王国三佛齐的势力受到削弱了，到了13世纪末，势力衰弱的三佛齐王国引起信诃沙里爪哇国王克塔纳伽拉（Kertanegara）的注意。克塔纳伽拉在1275年下令发起巴末罗瑜远征（Pamalayu expedition），侵略苏门答腊，到了1288年，信诃沙里王国的远征海军已成功攻下了占碑和巨港，使三佛齐王国国力衰竭，一蹶不振，三佛齐的王室和贵族纷纷逃散，对信诃沙里王国统治的谋反接踵而至，逃亡的马来王子几番试图复兴三佛齐，南苏门答腊地区也因此陷入一片战乱与疮痍。

### 兴起
三佛齐王国有与中国寻求建立外交关系的传统，山尼拉乌他玛在建国初期延续这个传统，开始向元帝国朝廷进行一系列的表态，希望元帝国与新加坡王国建立邦交，并给予新加坡王国外交承认。元帝的使者正式承认山尼拉乌他玛为君主，封他为“西里·马哈拉加·山·乌他玛·拜里米苏拉·峇塔拉·西里·特里·布瓦纳”（Sri Maharaja Sang Utama Parameswara Batara Sri Tri Buana，意思是“三疆域之主”），代表着他拥有对巨港、民丹和新加坡的象征性统治权。在数十年裡，新加坡这个小聚居地转化为一个欣欣向荣的国际大都市，成为载满货的船舶的停靠港，这些船舶航行于马六甲海峡海盗出没的水域。据《马来纪年》的记载，拉惹山尼拉乌他玛的义母拜里米苏里（Paramisuri）从民丹派送工人、马匹和大象，而中国的记载也证实了中国商人从岛上购买大象的事实。中国航海家汪大渊曾经在14世纪30年代到访新加坡，他在后来于1349年著的《岛夷志略》一书中，形容新加坡是由两个聚居地组成的——“班卒”和“龙牙门”。“班卒”是指由国王统治下的和平贸易海港城市，“龙牙门”是指今吉宝湾向南延伸至圣淘沙西北部，再向西延至今拉柏多公园的地区，该地区被残暴的海盗占据，这些海盗经常对经过该区的商船展开攻击。汪大渊也提到中国商人在那里“肩并肩与当地土著”共同生活，还提及当时新加坡通过以物易物的方式进行贸易的货物，这其中包括赤金、靑缎、花布、处瓷器和铁鼎。

## 历任拉惹
以下列出新加坡王国的历任拉惹（国王）以及统治年份，一共有5位：
- 第一位：桑尼拉乌他玛（Sang Nila Utama），1299年－1347年
- 第二位：西里比加摩比罗（Sri Wikrama Wira），1347年－1362年
- 第三位：西里拉摩比加摩（Sri Rana Wikrama），1362年－1375年
- 第四位：西里马哈拉加（Sri Maharaja），1375年－1389年
- 第五位：伊士干达沙，1389年－1398年

## 注脚
1. 1 2  Sabrizain
2. ↑  Abshire 2011，第19頁
3. 1 2  Tsang & Perera 2011，第120頁
4. ↑  Abshire 2011，第19和24頁
5. ↑  罗佩恒 & 罗佩菁 1984，第1和2頁
6. ↑  Aljunied & Heng 2009，第11頁
7. ↑  罗佩恒 & 罗佩菁 1984，第3頁
8. ↑  Dewan Bahasa dan Pustaka 2010
9. ↑  O'Mara 1999，第830頁
10. ↑  Commonwealth Secretariat 2004，第348頁
11. 1 2  Ooi 2004，第1311頁
12. ↑  Buyers
13. ↑  Ooi 2009，第310頁
14. ↑  Taylor 2000，第199頁